# Блињска Греда
Блињска Греда је насеље у општини Суња, у Банији, Сисачко-мославачка жупанија, Република Хрватска.

## Историја
Блињска Греда је 1978. проглашена за насељено мјесто, а до тада је била у саставу Бестрме. Насеље је до распада Југославије било у саставу некадашње општине Сисак. Од распада Југославије до августа 1995. године Блињска Греда се налазила у Републици Српској Крајини.

## Становништво
| Националност       | 1991. | 1981. |
| Срби               | 124   | 57    |
| Југословени        | 11    | 77    |
| Хрвати             | 4     | 6     |
| остали и непознато |       | 4     |
| Укупно             | 139   | 144   |

| Демографија | Демографија | Демографија |
| Година      | Становника  | Становника  |
| ----------- | ----------- | ----------- |
| 1981.       | 144         |             |
| 1991.       | 139         |             |
| 2001.       | 22          |             |
| 2011.       |             | 35          |